# The boy with the thorn in his side
The boy with the thorn in his side is een single van de Britse alternatieve rockgroep The Smiths. De single werd uitgebracht op 16 september 1985 en verscheen het volgende jaar op het studioalbum The queen is dead. The boy with the thorn in his side bereikte de 23e plaats op de UK Singles Chart.

## Achtergrond
The boy with the thorn in his side werd geschreven in de zomer van 1985 en is een aanval op de muziekindustrie en journalisten die, volgens zanger Morrissey, de groep niet serieus namen. De gitaarpartij werd beïnvloed door het spel van gitarist Nile Rodgers van Chic.
De B-kant Asleep is een pianoballade waarin de verteller zich berust in zelfmoord. Het nummer is terug te horen in de films Sucker punch (2011) en The perks of being a wallflower (2012).

## Nummers
Alle muziek en teksten zijn geschreven door Morrissey en Johnny Marr. 
| Nr. | Titel                              | Duur |
| --- | ---------------------------------- | ---- |
| 1.  | The boy with the thorn in his side | 3:17 |
| 2.  | Asleep                             | 4:10 |

| Nr. | Titel                              | Duur |
| --- | ---------------------------------- | ---- |
| 1.  | The boy with the thorn in his side | 3:17 |
| 2.  | Rubber ring                        | 3:55 |
| 3.  | Asleep                             | 4:10 |

## Bezetting
- Morrissey - zang
- Johnny Marr - gitaar, piano
- Andy Rourke - basgitaar
- Mike Joyce - drumstel

## Alternatieve versies & trivia
Het nummer werd verschillende malen gecoverd door o.a. door BIS, Belle & Sebastian en Jeff Buckly.
Ook Super Furry Animals hebben een nummer opgehangen rond dit nummer al kan hier van een cover niet echt sprake zijn.
Het nummer wordt ook gebruikt in een aflevering van de Britse mini-serie Blackpool.